# André Arbus
André Leon Arbus (ur. 17 listopada 1903 w Tuluzie, zm. 12 grudnia 1969 w Paryżu) – francuski rzeźbiarz i architekt wnętrz. Po szkole prawniczej studiował w Ecole des Beaux-Arts w Tuluzie, a następnie pracował jako projektant mebli, jego projekty często nawiązywały do stylu Ludwika XVI. Swoje prace wystawiał na Wystawach Międzynarodowych w 1937 i 1939 r. Wraz ze współpracownikami uczestniczył w projektowaniu wnętrz Pałacu Elizejskiego i zamku w Rambouillet. Od 1950 wystawiał swoje rzeźby na wystawach Salon des Tuileries i Salonu Jesiennego. Tworzył rzeźby figuralne.
W 1950 został profesorem École des Arts Décoratifs, a w 1965 członkiem Académie des Beaux-Arts.